# 水野忠央
水野 忠央（みずの ただなか）は、紀伊新宮藩（紀州藩附家老）第9代藩主。第8代藩主・水野忠啓の長男。官位は従五位下・土佐守。通称は藤四郎。号は丹鶴、鶴峯。

## 生涯
文化11年（1814年）10月1日、新宮藩第8代藩主・水野忠啓の長男として江戸に生まれる。幼名は鍵吉。天保6年（1835年）8月16日、父・忠啓の隠居により家督を相続し、江戸定府の附家老として紀州藩主を補佐した。
弘化3年（1846年）に紀州藩主・徳川斉順が死去すると、隠居中の元藩主・徳川治宝は西条藩の松平頼学を新藩主に推したが、忠央は治宝に対する中傷を交えた妨害工作を展開し、幕府の強い意向により頼学の藩主就任を頓挫させた。一方、忠央は第12代将軍・徳川家慶の側室に送り込んだ妹のお琴（妙音院）の子である田鶴若の藩主擁立を画策するが、忠央の権勢を危惧した紀州藩士の幕府に対する働き掛けもあり、前藩主・斉順と同じように清水徳川家の当主となっていた徳川斉彊（斉順の弟）が藩主に迎えられた。
嘉永2年（1849年）の斉彊の死去により、当時4歳の幼児である慶福（斉順の長男）が藩主に就任し、忠央は附家老として慶福の補佐に当たった。この頃、紀州藩では藩主の早世が続く中、隠居の治宝が家老の山中俊信（筑後守）、伊達宗広、熊野三山貸付所頭取の玉置縫殿らと共に和歌山派を形成して藩政を掌握していたが、俊信と治宝が嘉永5年（1852年）に相次いで死去すると、江戸派を形成した忠央は同じ附家老の安藤直裕と共に藩の主導権を掌握し、宗広を幽閉するなど和歌山派の粛清に乗り出して専制的な政治を行った ため、周囲からの批判を浴びたと言われている。
安政2年（1855年）、本藩である紀州藩に対して強大な影響力を持った忠央は、紀州藩の領地である木本地方27ヶ村（現在の三重県熊野市木本町）と、新宮藩の領地である有田地方（現在の和歌山県有田市）の5箇村を領地替えしようとするが、木本地方の村民の強固な反対に遭った（熊野村替騒動）。安政4年（1857年）、村民の説得のために江戸詰勘定組頭の吉田正礼（庄太夫）が派遣されるも、村民の気持ちを理解した吉田が江戸藩邸にて抗議の自決をする事態となり、最終的には撤回された。この騒動は、忠央のその後に少なからず影響を与えたとされる。
当時の忠央は大名並みの3万5,000石を領していたが、紀州藩の附家老であるために陪臣として扱われており、幕府には大名として認められていなかった。忠央は譜代大名並みの待遇を切望し、附家老5家（成瀬家・竹腰家・安藤家・水野家・中山家）が連帯して幕府に待遇改善を求めた運動を先鋭化し、紀州藩の附家老2家に菊間席を求めたほか、妹の広（お琴、忠啓の七女）を旗本の杉重明の養女として大奥に入れ、将軍・家慶の晩年の側室として寵愛を受けて4子を儲けることに成功した。家慶の御小姓頭取（後に御徒頭）・薬師寺元真と御小納戸頭（後に御側御用取次）・平岡道弘にも妹を嫁がせ、御小納戸の水野勝賢、御使番の佐橋佳為・村上常要には弟を養子入りさせている。
嘉永6年（1853年）に就任した第13代将軍・徳川家定に対しても姉の睦（ちか）を側室に送り込み、更に妹の遐（はる、のち新見正興に嫁ぐ）も大奥に入れて彦根藩主・井伊直弼と通じた。家定は病弱な上に嗣子がなかったため、徳川斉昭の実子・徳川慶喜を推す一橋派と、慶福を擁立する南紀派に分かれて対立することとなったが（将軍継嗣問題）、忠央は直弼の歌道の師であり腹心の長野主膳を通じて手を結び、継嗣に慶福を推した。安政4年（1857年）、幕府で隠然たる勢力を持っていた老中・阿部正弘が死去すると、斉昭に反発する大奥を南紀派に引き入れ、翌安政5年（1858年）4月23日には直弼が大老に就任。同年6月25日に家定の名で後継者を慶福とすることが発表され、家定の死去により慶福が「家茂」として第14代将軍に就任した。
しかし安政7年（1860年）3月3日の桜田門外の変で直弼が横死すると、旧一橋派や反井伊派が勢力を盛り返したため、旧南紀派の忠央は同年6月に失脚した上、家督を嫡男の忠幹に譲って隠居することを命じられ、新宮城に幽閉されることとなり、以後政治の舞台に復帰することはなかった。なお、隠居謹慎処分は元治元年（1864年）に解かれており、同年8月には鶴峯と号した。慶応元年（1865年）2月25日に新宮城で死去。享年52（満50歳没）。法号は鶴峯院殿前土州太守篤勤日精大居士。墓所は和歌山県新宮市の橋本山にある水野家墓所。
藩政では文武を奨励し、産業を育成するとともに、洋式軍隊の編成や洋式帆船「丹鶴丸」の建造に取り組んだ一方で、吉田松陰が「蝦夷地開拓の雄略」と賞賛した蝦夷地開発調査を実行・指揮するなど、聡明で時流を見据えた人物でもあり、松陰は「水野奸にして才あり、世頗るこれを畏る……また一世の豪なり」と評している。また、文化人としても優れ、歴史・文学・医学などの古典籍を集めた『丹鶴叢書』を編纂・刊行しており、これは水戸藩の『大日本史』や塙保己一の『群書類従』と並び称されている。

## 系譜
- 父：水野忠啓
- 正室：永井直与の娘（離縁）
- 継室：本庄通寛の娘（離縁）
- 側室：玉松多摩子（徳真院）
- 息子
  - 水野忠幹
  - 水野勝任（水野勝進養子）
  - 渋谷鑙（かたし、縫殿之助、渋谷総次郎養子）
  - 水野塁彦（早世）
  - 水野石夫（鑙、早世）
  - 水野鋴（やすし、早世）
  - 水野暢（ながし）
- 娘
  - 釥姫（としひめ、早世）
  - 鍵姫（なみひめ、小笠原貞謙室のち森川俊用室のち本多忠寛室のち離縁、天保8年3月7日 - 明治37年11月26日）
  - 鏔鑺姫（ほこひめ、早世）
  - 鉏姫（なえひめ、織田信民室）
  - 鎮姫（つちひめ）
  - 喜世姫（水野勘解由養女、水野玲吉室）

## 関連作品
小説
- 穂高健一 『妻女たちの幕末』―大奥の最高権力者 姉小路の実像―〈南々社〉 ISBN 486489163X